# Hannover Bismarckstraße
Hannover Bismarckstraße – stacja kolejowa w Hanowerze, w kraju związkowym Dolna Saksonia, w Niemczech. Znajdują się tu 2 perony.